# Melankoli (Munch)
Melankoli är en serie oljemålningar av den norske konstnären Edvard Munch. Munch utförde fem oljemålningar på detta motiv mellan 1891 och 1896 och två träsnitt mellan 1896 och 1902. Den första versionen från 1891 är utställd på Munchmuseet i Oslo. De övriga versionerna ägs av Nasjonalmuseet i Oslo (1892), Munchmuseet (1893), en privat samlare (1894) och Kode museum i Bergen (1894–1896).

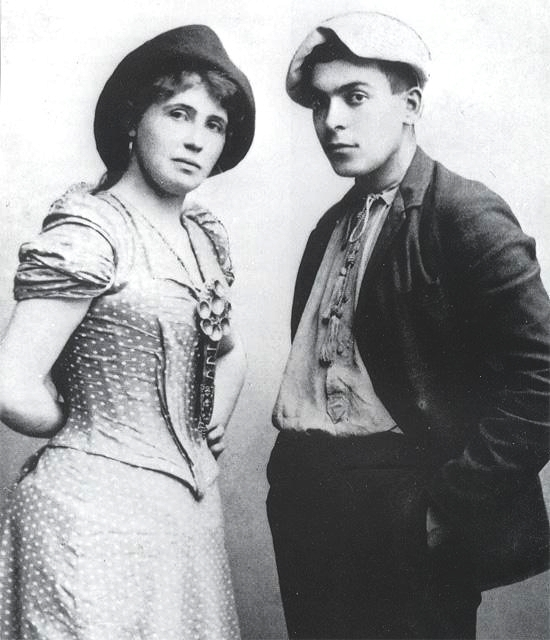
Fotografi av Oda Krohg och Jappe Nielssen.

Motivet visar en sittande man som vilar sitt huvud handen. Mannen är den norske skriftställaren och konstkritikern Jappe Nilssen (1870–1931). Nilssen, som var en nära vän till Munch, hade vid tidpunkten en olycklig kärleksaffär med den äldre och gifta konstnären Oda Krohg.
Byn i bakgrunden är Åsgårdstrand vid Oslofjorden. Munch kom första gången med sin familj till Åsgårdstrand 1885 och 1897 köpte han sig ett hus i byn. Flera av hans mest kända målningar har tillkommit i Åsgårdstrand, till exempel Inger på stranden och På bron.

## Andra versioner

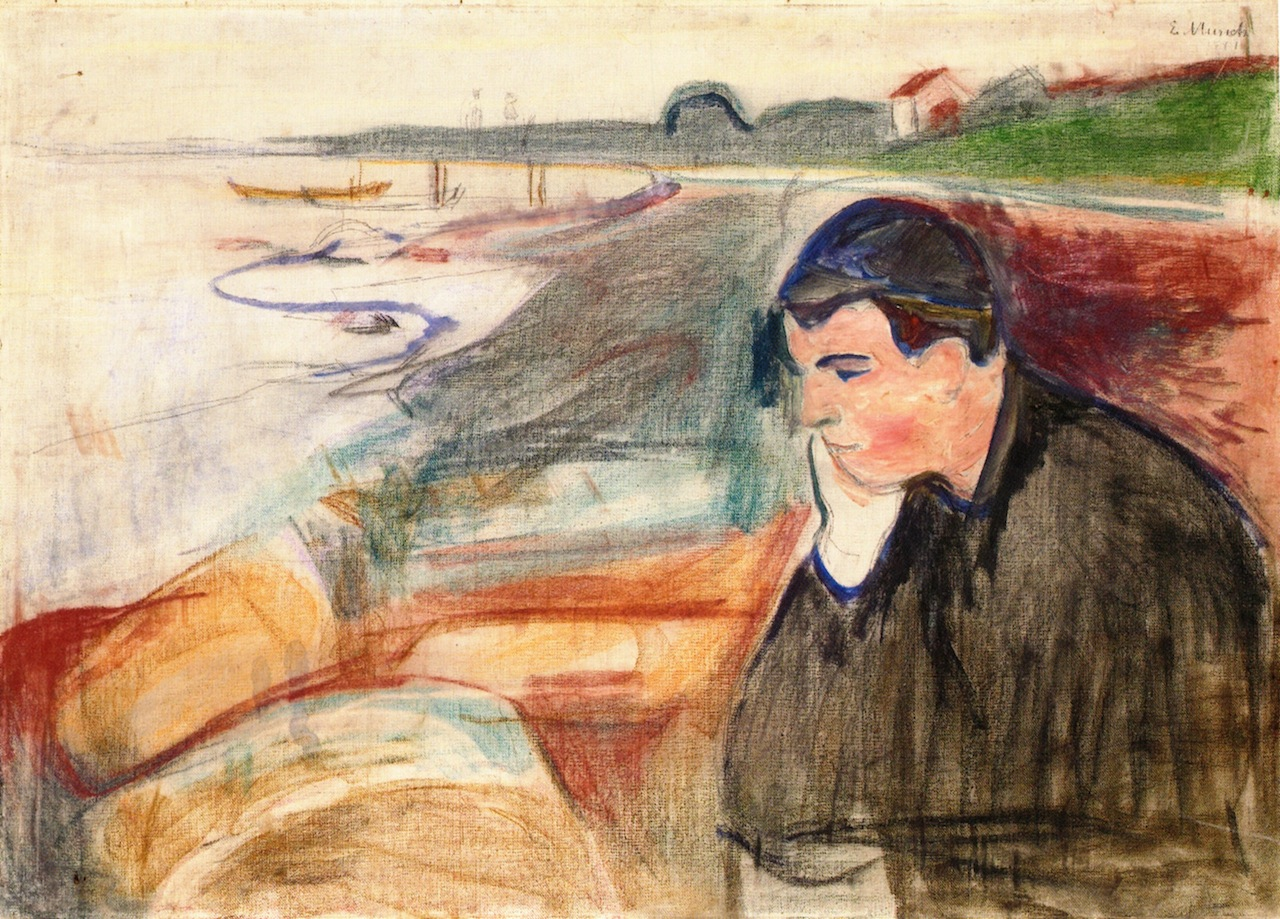
Version från 1891 på Munchmuseet.
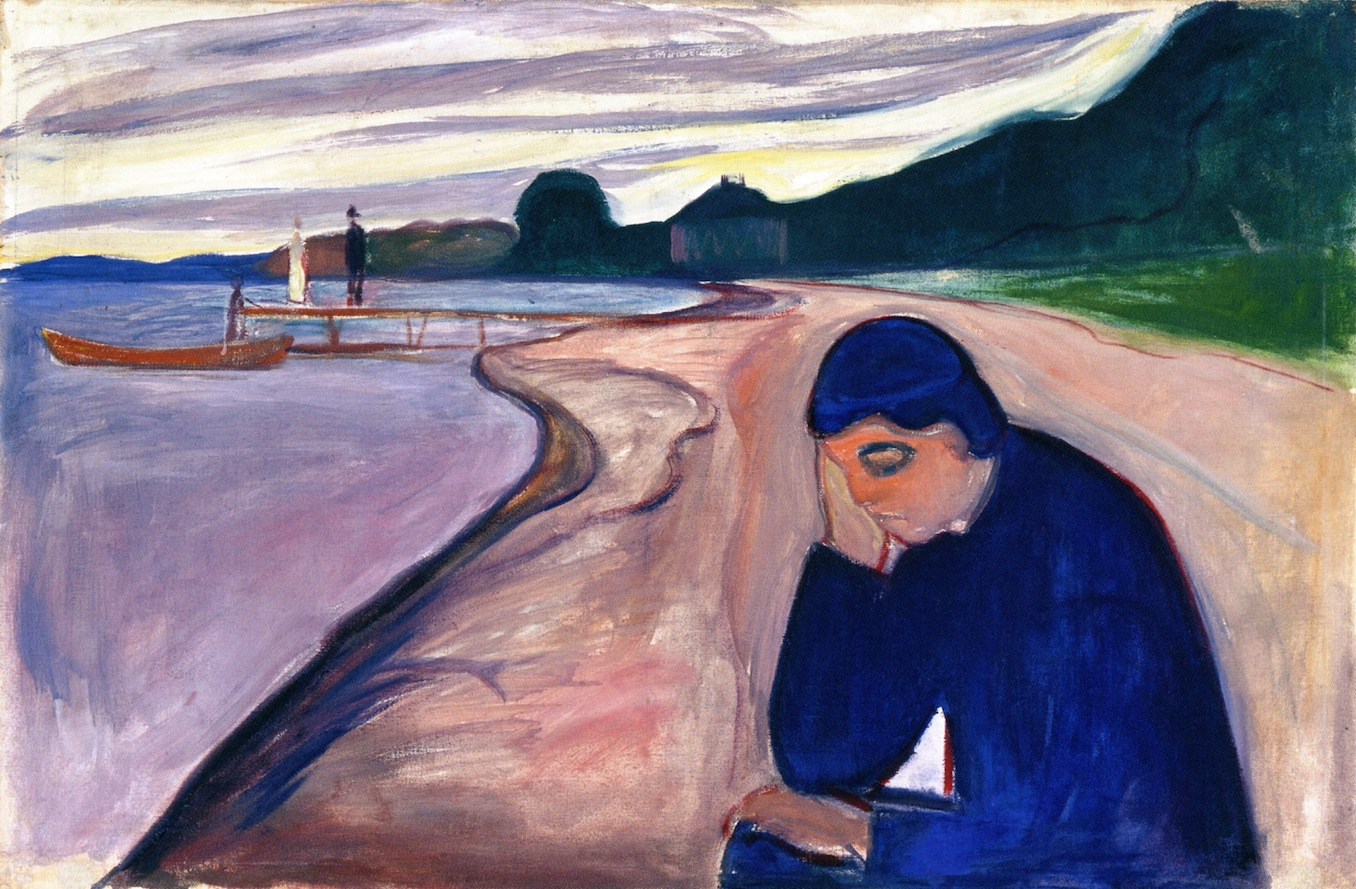
Version från 1893 på Munchmuseet.
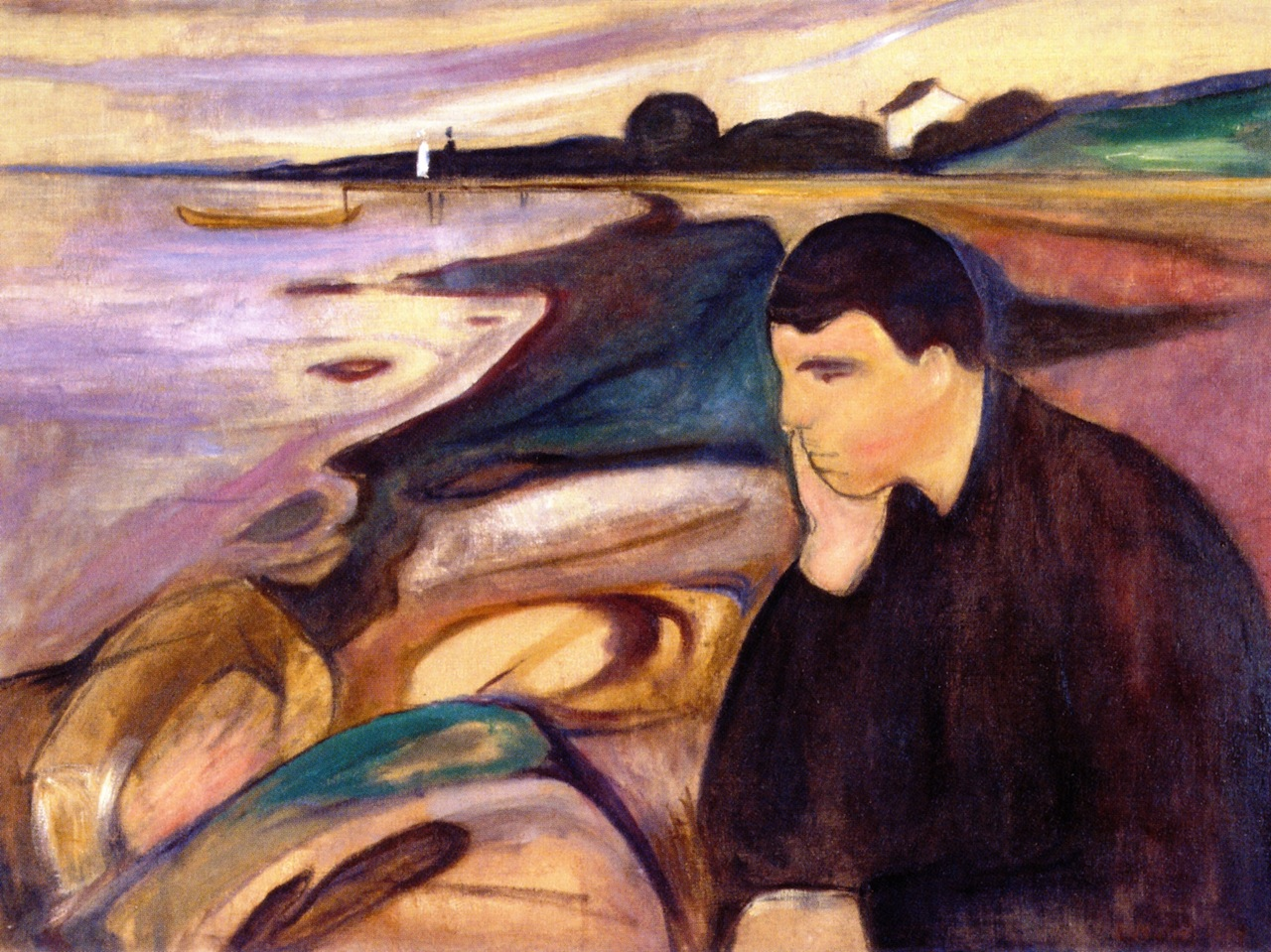
Versionen från 1894 är i privat ägo.
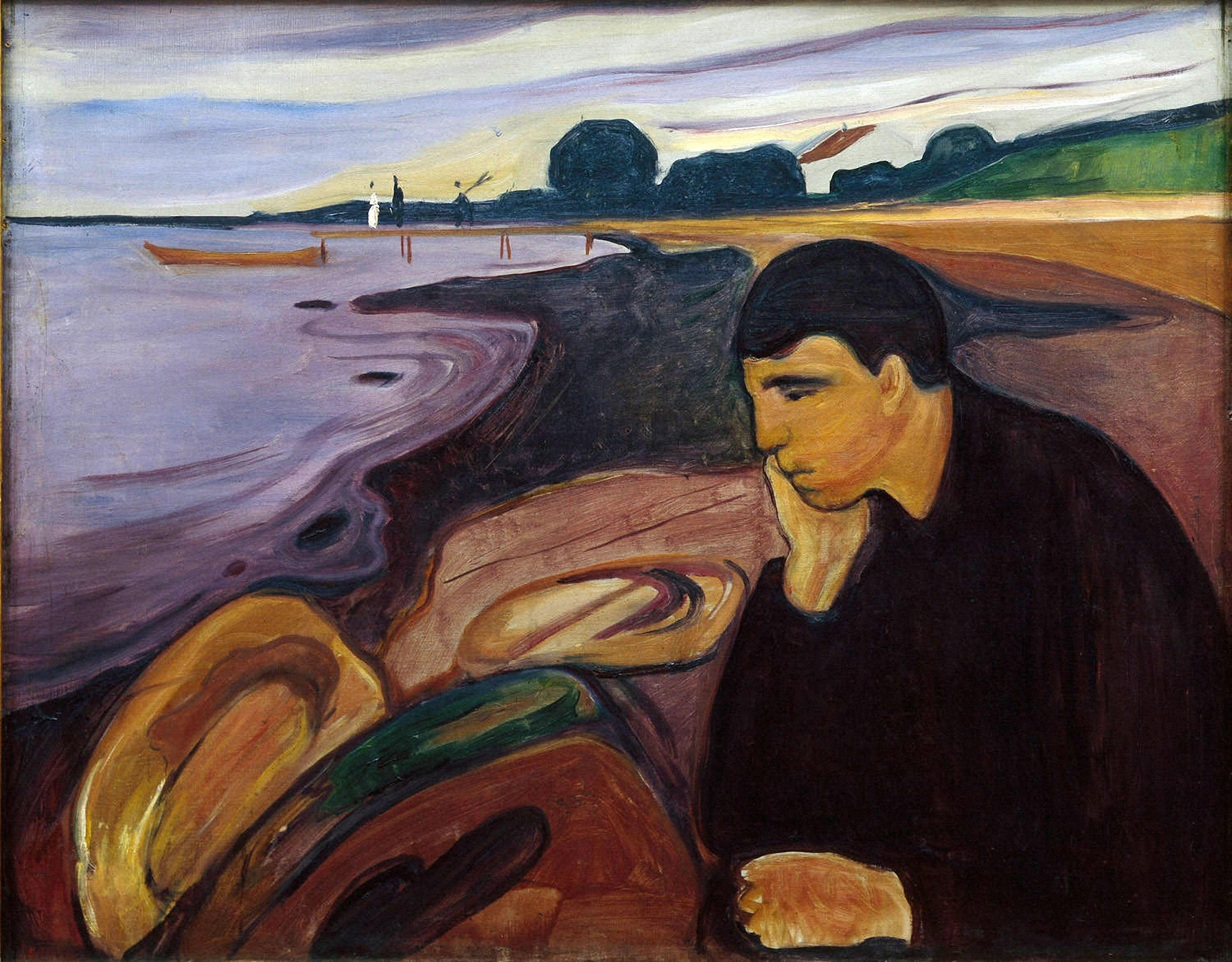
Version från 1894–1896, utställd på Kode i Bergen.